# IC 4729
IC 4729 — галактика типу SBc () у сузір'ї Павич.
Цей об'єкт міститься в оригінальній редакції індексного каталогу.